# Warren Bradley
Warren Bradley (Hyde, 20 giugno 1933 – Manchester, 6 giugno 2007) è stato un calciatore inglese, di ruolo attaccante.

## Carriera

### Club
Bradley inizia la carriera nei semiprofessionisti del Durham City, per poi trascorrere la stagione 1954-1955 al Bolton nella prima divisione inglese, senza però mai scendere in campo in partite ufficiali con i Trotters. Dal 1955 al 1958 gioca invece nel Bishop Auckland, uno dei più importanti club semiprofessionistici inglesi dell'epoca, con cui infatti vince anche due edizioni consecutive della FA Amateur Cup. A seguito dell'incidente aereo del Volo British European Airways 609, in cui otto giocatori del Manchester Utd persero la vita, nel finale della stagione 1957-1958 Bradley venne tesserato dai Red Devils, con cui nella stagione successiva realizzò 12 reti in 24 presenze nella prima divisione inglese, guadagnandosi anche delle convocazioni con la nazionale inglese. Nella stagione 1959-1960 giocò con ancora maggiore regolarità, andando in rete per 8 volte in 29 partite di campionato giocate. Rimane poi in rosa al Manchester United anche nelle stagioni 1960-1961 e 1961-1962, nelle quali è però sostanzialmente una riserva, giocando rispettivamente 4 e 6 partite di campionato, per un totale quindi di 20 reti in 63 incontri di campionato giocati con il club di Manchester. Nell'estate del 1962 viene ceduto per 2500 sterline al Bury, club di seconda divisione, con cui nella stagione 1962-1963 realizza una rete in 13 incontri di campionato giocati; continua poi a giocare a livello semiprofessionistico con vari club (principalmente nel Macclesfield Town) fino al ritiro, avvenuto all'età di 33 anni al termine della stagione 1965-1966.

### Nazionale
Nel 1959 ha segnato 2 gol in 3 partite con la nazionale inglese, tutti in incontri amichevoli.

## Palmarès

### Club

#### Competizioni nazionali
- FA Amateur Cup: 2

Bishop Auckland: 1955-1956, 1956-1957

#### Competizioni regionali
- Northern League: 1

Bishop Auckland: 1955-1956
- Durham Challenge Cup: 1

Bishop Auckland: 1955-1956